# Vortex polar
```
Vortexul polar
 este un 
ciclon
 persistent și de mare anvergură situat la cei doi 
poli
 ai unei 
planete
. Pe 
Pământ
, vortexurile polare se află în 
troposfera
 medie și superioară, ajungând până la 
stratosferă
. Este o componentă a frontului polar. De altfel, până în anii '70 conceptul de 
vortex polar
 era substituit cu genericul 
front polar
.
```